# Кула (община, Сербия)
Кула (серб. Кула) — община в Сербии, входит в Западно-Бачский округ.
Население общины составляет 45 960 человек (2007 год), плотность населения составляет 96 чел./км². Занимаемая площадь — 481 км², из них 90,6 % используется в промышленных целях.
Административный центр общины — город Кула. Община Кула состоит из 7 населённых пунктов, средняя площадь населённого пункта — 68.7 км².

## Статистика населения общины
| Год  | Население, чел. |
| ---- | --------------- |
| 1991 | 51 252          |
| 2001 | 48 515          |
| 2002 | 48 296          |
| 2003 | 48 007          |
| 2004 | 47 662          |
| 2005 | 47 216          |
| 2006 | 46 631          |
| 2007 | 45 960          |

## Населённые пункты
- Кула
- Крушчич
- Липар
- Нова-Црвенка
- Русский Крстур
- Сивац
- Црвенка